# Igreja de Saint-Maimbœuf

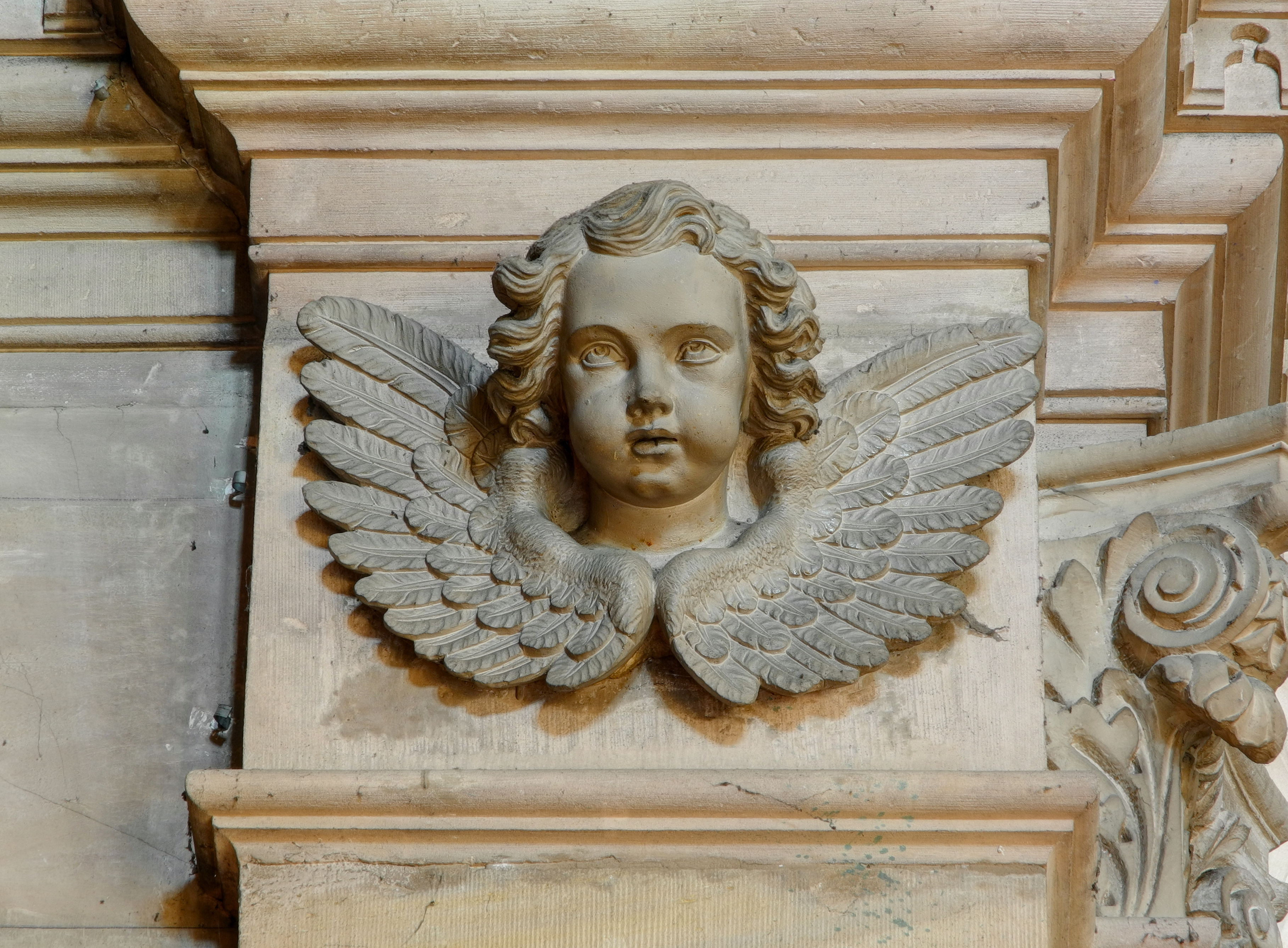
Um relevo na igreja

A Igreja de Saint-Maimbœuf (em francês:  Église Saint-Maimbœuf de Montbéliard) é uma igreja paroquial edificada em Montbéliard, no departamento de Doubs em Franche-Comté, construída em estilo renascentista do século XIX.